# Portomourisco (Petín)
Portomourisco (llamada oficialmente San Víctor de Portomourisco) es una parroquia y un lugar del municipio español de Petín, en la provincia de Orense, Galicia.

## Organización territorial
La parroquia está formada por dos entidades de población:
- Portela de Portomourisco (A Portela de Portomourisco)
- Portomourisco

## Demografía

### Parroquia
| Gráfica de evolución demográfica de Portomourisco (parroquia) entre 2000 y 2023 |
|                                                                                 |
| Datos según el nomenclátor publicado por el INE.                                |

### Lugar
| Gráfica de evolución demográfica de Portomourisco (lugar) entre 2000 y 2023 |
|                                                                             |
| Datos según el nomenclátor publicado por el INE.                            |